# Cyriak
Cyriak Harris  est un animateur indépendant britannique connu sous le nom Cyriak et son pseudonyme Mutated Monty sur le site web B3ta. Il est connu pour ses courts-métrages d'animation surréels et dérangeants.

## Animation
Contributeur régulier du site internet B3ta depuis 2004, Cyriak montre un style d'animation surréel et psychédélique. Il utilise le principe d'anthropomorphisme. Utilisant des motifs de géométrie fractale et des variations d'ordre de grandeur, souvent avec une image typiquement anglaise. Beaucoup de ses animations utilisent les visages de célébrités, des éléments d'émissions télévisées et sa ville natale de Brighton. Le travail de Cyriak met en scène des animaux (chats, vaches, moutons...) entre autres thèmes.
Pour la création, Cyriak a expliqué sur sa chaîne YouTube utiliser une combinaison de Adobe Photoshop et After Effects pour l'animation et les visuels avec le logiciel FL Studio pour la musique électronique originale qui accompagne ses vidéos.
Les créations de Cyriak sont réunies sur sa chaîne Youtube, popularisée par des posts sur les blogs et présentée par Eliot Van Buskirk du magazine Wired. La vidéo MOO est apparue sur la première page de Wired. Sa vidéo poo pants de 2009 montre une image animée du présentateur Alan Titchmarsh chantant un refrain en boucle en sortant sa tête de la cuvette de plusieurs toilettes, dont certaines s'envolent dans l'espace. La vidéo est présentée avec une explication éditoriale : « Ce film est une exploration de thèmes à la fois personnels et culturels,exposant la manière dont nous exploitons notre environnement à notre échelle d'abord, puis par extension, comme une société ou une espèce. En ce sens, le caca est un symbole des conséquences de notre consumérisme capitaliste, Alan Titchmarsh reflétant le rôle des médias ; il nous alerte, nous ridiculise, nous juge peut-être - les médias deviennent une conscience collective, qui nous sensibilise à la destruction de l'environnement. Le refrain de Titchmarsh n'obtient comme réponse que notre incapacité en tant que société globale de prendre une responsabilité globale ; tandis que nous continuons de faire caca chez Paul, il nous est rappelé que le caca est en effet bien situé dans notre propre pantalon ».
En tant qu'animateur indépendant, il a notamment été engagé par Coca-Cola pour une publicité pour le Coca-Cola Zero, le site de partage de vidéos Sumo TV, et un clip pour Grand Popo Football Club.
Le 1er janvier 2011, plusieurs vidéos de Cyriak ont été utilisées pour une émission spéciale du Nouvel An par Adult Swim. Cyriak a d'ailleurs créé quelques bumpers pour Adult Swim et Cartoon Network. En 2012, il réalise le clip vidéo de Putty Boy Strut pour Flying Lotus.
En 2013, il réalise des clips musicaux pour Cirrus de Bonobo et Ratchet de Bloc Party.
Le 14 août 2014, il publie  une vidéo appelée malfunction, que Cyriak décrit ainsi : « I've no idea what this video is. It crawled out from some dark corner of my computer after evolving from the virtual maggots that feast on rotting film footage. »

## Récompenses
Le 3 décembre 2009 Cyriak remporte la compétition E Stings pour la chaîne E4.
La vidéo DeadEnders a été commandée par la BBC comme une suite de BeastEnders. Basée sur le soap opera EastEnders, elle décrit comment les personnages décédés de la série Eastenders reviennent à la vie et commencent un « massacre de zombies mangeurs de cerveaux ». Les deux vidéos ont été diffusées dans l'émission de BBC Three Comedy Shuffle.
En 2006 il reçoit une mention spéciale dans une compétition de Photoshop organisée par le programme télé Click. En novembre 2011, il remporte le Best Budget Dance Video lors des UK Music Video Awards pour le clip We Got More d'Eskmo,.

## Prédiction
Le 9 septembre 2009, l'illusioniste britannique Derren Brown déclare en direct pouvoir prédire les résultats du loto national. Cyriak a publié une vidéo montrant une explication possible du tour sur sa chaîne Youtube, qui a été vue plus d'un demi-million de fois en une semaine et lui a valu l'attention de la presse nationale,.